# Kunal Kapoor (acteur, 1977)
Kunal Kapoor (Bombay, 18 oktober 1977) is een Indiaas acteur die voornamelijk in de Hindi filmindustrie actief is.

## Biografie
Kapoor die actief was in het theater en deel uitmaakte van Naseeruddin Shah's theatergroep Motley, begon zijn filmcarrière als regie assistent voor de film Aks (2001), zijn debuut als acteur maakte hij met Meenaxi: A Tale of Three Cities (2004). Zijn tweede film was de commercieel succesvolle film Rang De Basanti (2006). Hoewel zijn meeste films geen hits waren, bleef zijn acteertalent niet onopgemerkt. In 2012 verscheen hij als hoofdrolspeler in Luv Shuv Tey Chicken Khurana waar hij  mede-schrijver van is. 
Kapoor is de mede-oprichter van India's grootste crowdfundingplatform Ketto. Hij huwde in 2015 het nichtje van acteur Amitabh Bachchan, Naina Bachchan.

## Filmografie

### Films
| Jaar | Film                            | Rol                    | Opmerking                |
| ---- | ------------------------------- | ---------------------- | ------------------------ |
| 2001 | Aks                             |                        | regie assistent          |
| 2004 | Meenaxi: A Tale of Three Cities | Kameshwar Mathur       |                          |
| 2006 | Rang De Basanti                 | Aslam/ Ashfaqulla Khan |                          |
| 2007 | Hattrick                        | Sarbjeet Singh         |                          |
| 2007 | Laaga Chunari Mein Daag         | Vivaan Varma           |                          |
| 2007 | Aaja Nachle                     | Imran Pathan           |                          |
| 2008 | Bachna Ae Haseeno               | Joginder Ahluwalia     |                          |
| 2008 | Welcome to Sajjanpur            | Bansi Ram              |                          |
| 2010 | Linger                          |                        | Engelse korte film       |
| 2010 | Lamhaa                          | Aatif                  |                          |
| 2011 | Don 2                           | Sameer Ali             |                          |
| 2012 | Luv Shuv Tey Chicken Khurana    | Omi Khurana            | mede-schrijver           |
| 2015 | Kaun Kitne Paani Mein           | Raj Singhdeo           |                          |
| 2016 | Dear Zindagi                    | Raghuvendra            |                          |
| 2016 | Mahayoddha Rama                 | Ram                    | animatiefilm, stemacteur |
| 2017 | White Shirt                     | Aveek                  | korte film               |
| 2017 | Veeram                          | Chandu Chekavar        | Malayalam film           |
| 2017 | Raag Desh                       | Shah Nawaz Khan        |                          |
| 2018 | Gold                            | Samrat                 |                          |
| 2018 | Devadas                         | David                  | Telugu film              |
| 2018 | Noblemen                        | Murali                 |                          |
| 2021 | Koi Jaane Na                    | Kabir Kapoor           |                          |
| 2021 | Ankahi Kahaniya                 | Manav Kapoor           | Netflix film             |
| 2025 | Jewel Thief                     | Vikram Patel           | Netflix film             |

### Webseries
| Jaar | Serie      | Rol   | Platform        |
| ---- | ---------- | ----- | --------------- |
| 2021 | The Empire | Babur | Disney+ Hotstar |